# Мак-Кертен (округ)
Округ Мак-Кертен (англ. McCurtain County) располагается в штате Оклахома, США. Официально образован в 1907 году. По состоянию на 2013 год, численность населения составляла 33 065 человек.

## География
По данным Бюро переписи США, общая площадь округа равняется 4923,595 км2, из которых 4796,685 км2 суша и 126,910 км2 или 2,580 % это водоёмы.

## Население
По данным переписи населения 2000 года в округе проживает 34 402 жителя в составе 13 216 домашних хозяйств и 9 541 семья. Плотность населения составляет 7,00 человек на км2. На территории округа насчитывается 15 427 жилых строений, при плотности застройки около 3,00-х строений на км2. Расовый состав населения: белые — 70,54 %, афроамериканцы — 9,30 %, коренные американцы (индейцы) — 13,57 %, азиаты — 0,22 %, гавайцы — 0,01 %, представители других рас — 1,34 %, представители двух или более рас — 5,02 %. Испаноязычные составляли 3,09 % населения независимо от расы.
В составе 34,00 % из общего числа домашних хозяйств проживают дети в возрасте до 18 лет, 53,30 % домашних хозяйств представляют собой супружеские пары проживающие вместе, 14,60 % домашних хозяйств представляют собой одиноких женщин без супруга, 27,80 % домашних хозяйств не имеют отношения к семьям, 25,40 % домашних хозяйств состоят из одного человека, 11,00 % домашних хозяйств состоят из престарелых (65 лет и старше), проживающих в одиночестве. Средний размер домашнего хозяйства составляет 2,56 человека, и средний размер семьи 3,06 человека.
Возрастной состав округа: 28,20 % моложе 18 лет, 8,30 % от 18 до 24, 26,20 % от 25 до 44, 23,40 % от 45 до 64 и 23,40 % от 65 и старше. Средний возраст жителя округа 36 лет. На каждые 100 женщин приходится 92,80 мужчин. На каждые 100 женщин старше 18 лет приходится 89,10 мужчин.
Средний доход на домохозяйство в округе составлял 24 162 USD, на семью — 29 933 USD. Среднестатистический заработок мужчины был 26 528 USD против 17 869 USD для женщины. Доход на душу населения составлял 13 693 USD. Около 21,00 % семей и 24,70 % общего населения находились ниже черты бедности, в том числе — 32,40 % молодёжи (тех, кому ещё не исполнилось 18 лет) и 21,20 % тех, кому было уже больше 65 лет.